# جامعة جورجتاون (قطر)
جامعة جورجتاون في قطر وسابقًا كانت تُعرف باسم مدرسة الخدمة الخارجية بجامعة جورجتاون في قطر هي حرم جامعي لجامعة جورج تاون في المدينة التعليمية في الدوحة، قطر. وهي واحدة من 10 كليات جامعية في جامعة جورج تاون، وتدعمها شراكة بين مؤسسة قطر وجامعة جورج تاون.
في عام 2015، وسعت الجامعة نطاق اختصاصها ليشمل التعليم التنفيذي والمهني وبرامج التدريب المخصصة، بالإضافة إلى درجة البكالوريوس في العلوم المالية الابتدائية. تم تغيير اسمها إلى جامعة جورج تاون في قطر لتعكس توسيع نطاق اختصاصها.

## التاريخ
في عام 2002، درست جامعة جورج تاون جدوى فتح حرم جامعي لكلية «إدموند إيه والش» للخدمة الخارجية في قطر في أكتوبر 2002، ولاحقًا انضمت إلى أربع جامعات أمريكية أخرى في افتتاح حرم جامعي في المدينة التعليمية في عام 2005.
يعد الحرم الجامعي أيضًا موطنًا لمركز الدراسات الدولية والإقليمية (CIRS)، وهو معهد الأبحاث الأول الذي يركز على القضايا التي تواجه الشرق الأوسط ومنطقة آسيا.[بحاجة لمصدر]

## البرامج التعليمية
تقدم جامعة جورجتاون درجة بكالوريوس العلوم في الخدمة الخارجية (دراسة أربع سنوات)، مع أربعة تخصصات في البرنامج، والمناهج الدراسية ومواد الدورة التي تتطابق مع تلك المقدمة في الحرم الجامعي الرئيسي لجورج تاون في واشنطن العاصمة:
- الثقافة والسياسة (CULP)
- الاقتصاد الدولي (IECO)
- التاريخ الدولي (IHIST)
- السياسة الدولية (IPOL)

تقدم جامعة جورجتاون في قطر أيضًا ثلاثة خيارات للشهادة:
- شهادة في الدراسات الأمريكية
- شهادة في الدراسات العربية والإقليمية
- شهادة في الإعلام والسياسة

### الهيئة التدريسية
في عام 2016، بلغ عدد أعضاء هيئة التدريس بجامعة جورجتاون في قطر 52 عضوًا، والذي يتضمن كلاً من أعضاء هيئة التدريس والبحث.
يرعى مركز الدراسات الدولية والإقليمية (CIRS) الدراسات ذات الأهمية الإقليمية والدولية، بما في ذلك المبادرات البحثية في مجالات العلاقات الدولية والاقتصاد السياسي والسياسة المحلية في الخليج العربي.

## أبحاث
تضمنت المشاريع البحثية السابقة والحالية دراسة أخلاقيات البيولوجيا الإسلامية، والتدريب على المهارات للعمال المهاجرين، والأمن الغذائي في قطر، وطرق تدريس اللغة العربية لمتعلمي التراث، وتاريخ المرأة في دول الخليج العربي.
شكل طلاب جامعة جورجتاون في قطر جمعية دراسات الشرق الأوسط (MESSA) في عام 2012 كمنتدى لتنظيم مؤتمر عالمي سنوي لعرض الأبحاث الجامعية في العلوم الاجتماعية والإنسانية.
يتمتع طلاب جامعة جورجتاون في قطر بإمكانية الوصول إلى المنح البحثية الممولة من برنامج الخبرة البحثية للطلاب الجامعيين التابع للصندوق القطري لرعاية البحث العلمي (QNRF-UREP) للمشاريع البحثية في الموضوعات ذات الصلة بالتنمية الوطنية لدولة قطر. كما يشارك طلاب الجامعة في مؤتمرات الامم المتحدة بشكل دوري مثل مؤتمر الأمم المتحدة للتغير المناخي. 

## الحرم الجامعي

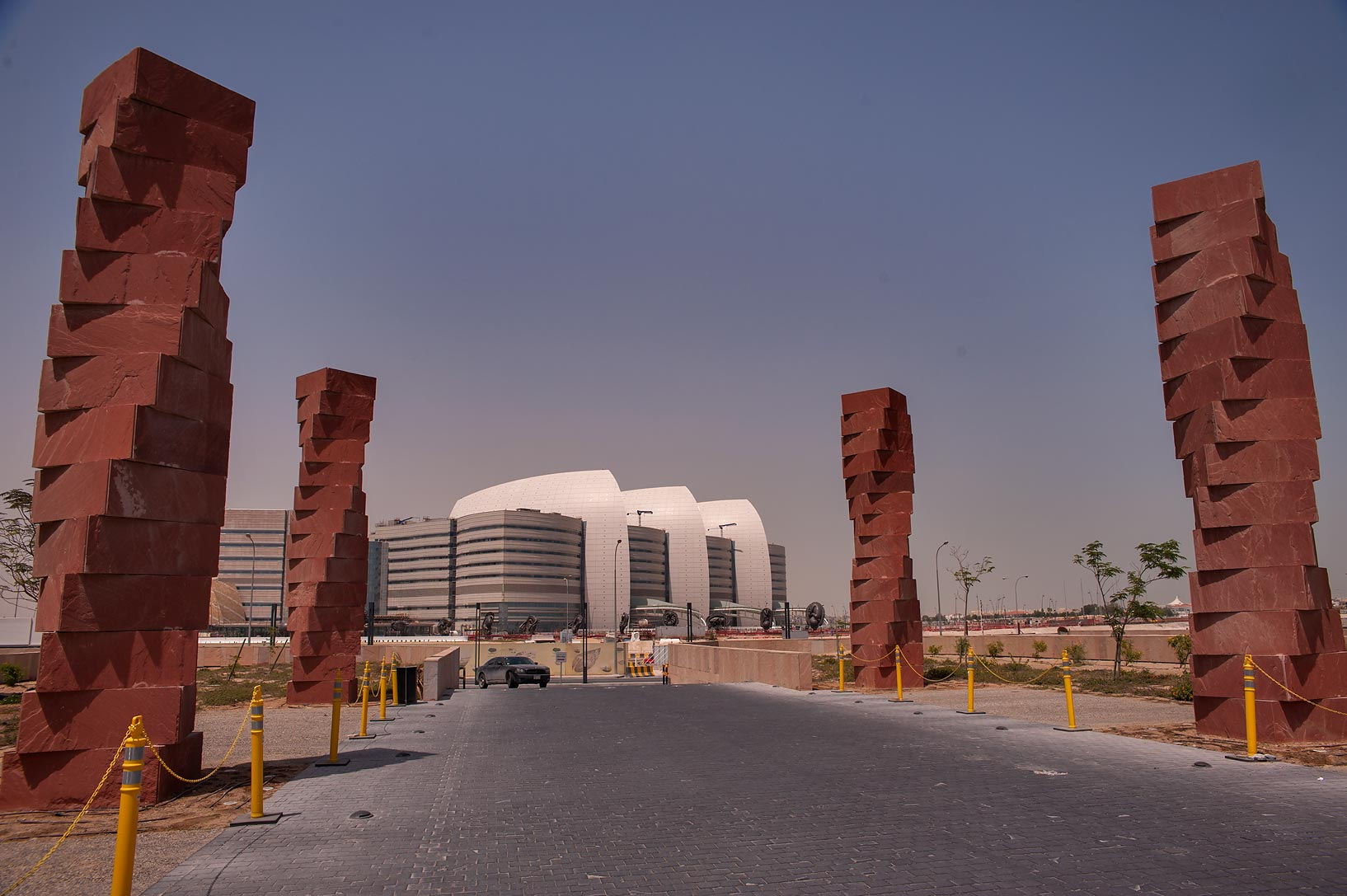
مدخل حرم جامعة جورجتاون في المدينة التعليمية

تم افتتاح مبنى جامعة جورجتاون في قطر في المدينة التعليمية في فبراير 2011. يضم المبنى الذي تبلغ مساحته 360 ألف قدم مربع (33 ألف متر مربع)، الذي تم تشييده لهذا الغرض، ردهة عالية من ثلاثة طوابق وقاعة تتسع لـ 300 شخص و14 فصلاً دراسيًا وقاعات محاضرات. وهي تشمل مكاتب وفصول دراسية ومكتبة ومرافق أخرى لأكثر من 200 طالب جامعي وطلاب دراسات عليا. تم تصميم المنشأة من قبل المهندس المعماري المكسيكي ريكاردو ليجوريتا.

### المكتبة
توفر مكتبة الجامعة وصولاً عبر الإنترنت إلى أكثر من مليوني مصدر علمي وخدمة إستعارة مع خدمات مكتبة الجامعة في واشنطن العاصمة. هناك أيضًا اتفاقية خدمات قروض بين المكتبات مع جامعات أخرى في حرم المدينة التعليمية ومع جامعة قطر. تضم المكتبة أكثر من 90,000 كتاب، وأكثر من 6,000 مادة وسائط متعددة.
مساحة المكتبة مفتوحة للجمهور. اعتبارًا من عام 2016، زار أكثر من 650,000 عضو من مجتمع الجامعة وعامة الجمهور المكتبة منذ عام 2005.

## الحياة الطلابية
يوجد حوالي 25 مجموعة طلابية في حرم المدرسة.

## النقد والجدل
تعرضت جورجتاون لانتقادات مستمرة حول ما إذا كان من المناسب الحفاظ على حرم جامعي في قطر، نظرًا لاتهام قطر بالإرهاب الذي ترعاه الدولة، وانعدام حرية التعبير في البلاد، والنظام الملكي المطلق في البلاد.
في مقابلة مع جلف نيوز جورنال، قال هربرت لندن، رئيس مركز لندن لأبحاث السياسة وزميل أقدم في معهد مانهاتن، «أعتقد أن الجامعات عرضت نفسها للخطر» من خلال وجود حرم جامعي في بلد مثل قطر حيث الحرية الأكاديمية والحرية الصحافة محدودة للغاية.
إلى جانب جامعات أخرى لها فروع في قطر، تلقت جامعة جورجتاون انتقادات لقبولها أموالاً من قطر بسبب دعمها المزعوم للإرهاب في جميع أنحاء العالم، وهو اتهام لم يتم إثباته، وسجلها السيئ في مجال حقوق الإنسان، لا سيما في الفترة التي تسبق كأس العالم 2022. يتساءل البعض عما إذا كانت الجامعات التي تستفيد من الجامعات في قطر متواطئة بالتالي في رعاية قطر المزعومة للإرهاب وانتهاكات حقوق الإنسان.

## وصلات خارجية
- موقع جامعة جورج تاون في قطر